# アントワーヌ・フィリポン
アントワーヌ・フィリポン（Antoine Philippon 、1989年10月10日 - ）は、フランス・ムーラン出身のプロサッカー選手。フランス全国選手権・USコンカルノー所属。ポジションは、ゴールキーパー。

## 経歴
2019年6月13日、モンドール・アゼルグ・フットへの加入が発表された。